# San Antonio (paroisse civile de Zulia)
Pour les articles homonymes, voir San Antonio (homonymie).
San Antonio est l'une des six paroisses civiles de la municipalité de Miranda dans l'État de Zulia au Venezuela. Sa capitale est El Consejo de Ziruma.